# Rock Ridge
Rock Ridge Interchange Protocol (RRIP, IEEE P1282) — расширение файловой системы ISO 9660, разработанное для хранения файловых атрибутов, используемых в операционных системах POSIX. Расширения Rock Ridge записываются поверх файловой системы ISO 9660 так, что оптический диск с Rock Ridge может быть прочитан программным обеспечением, рассчитанным на работу с ISO 9660.
Rock Ridge может хранить следующую дополнительную информацию о содержимом диска:
- длинные имена файлов (до 255 символов);
- с меньшими ограничениями на использование символов в именах файлов;
- структуру каталогов произвольной вложенности.
- для каждого файла записываются атрибуты:
  - права доступа к файлу, в том числе поля uid и gid;
  - количество жёстких ссылок на файл;
  - времена создания, модификации, доступа, изменения атрибутов и др.
- поддерживаются специальные файлы:
  - разрежённые файлы;
  - символьные ссылки;
  - файлы устройств;
  - файлы сокетов;
  - FIFO-файлы.

Эти данные записываются в специальные каталоги, имена которых обычно скрываются.

## История
Название Rock Ridge позаимствовано у вымышленного городка из фильма «Сверкающие сёдла» 1974 года.